# 劉春霖
劉春霖（1872年—1942年1月18日），字润琴，号石筼。直隶省河間府肃宁縣（今河北肃宁）付佐乡北石宝村人。近代书法家，中國科舉制度中最後一位狀元。

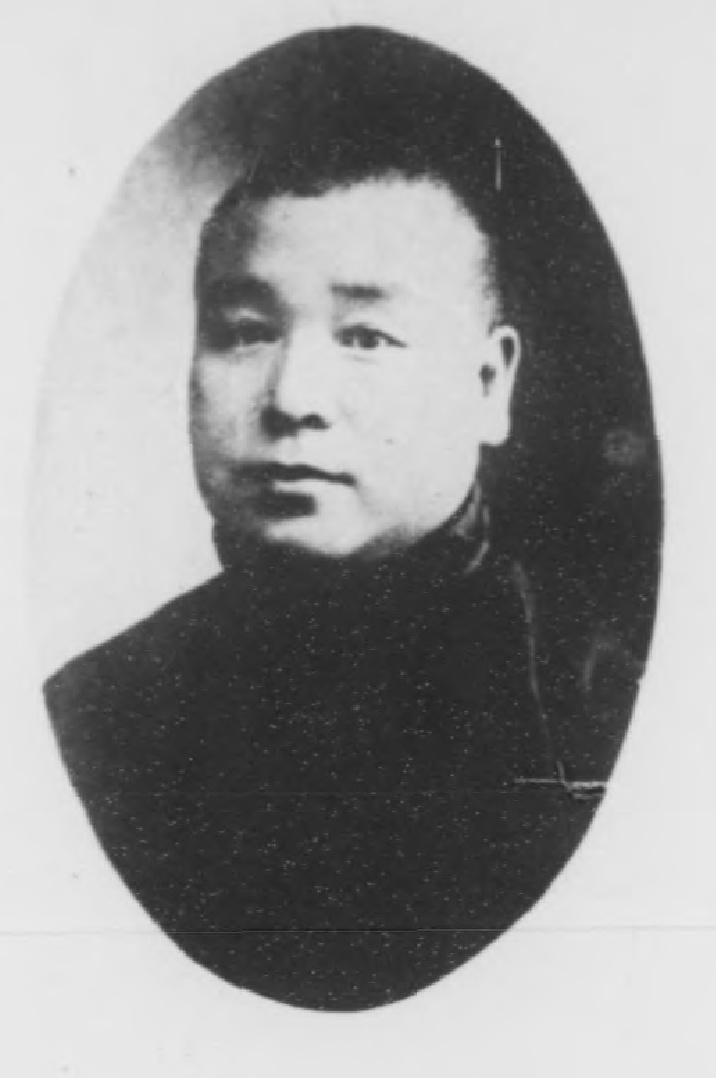

## 生平
出身贫苦农家。其父在济南、保定府衙門当差役，母为婢女。自幼寄养伯父家。曾随父在济南生活。8岁入私塾。光绪十三年（1892年）院试，中秀才。后就读保定莲池书院，受院长吴汝纶赏识。此后，由于父亲病故守孝，以及庚子事变取消乡试的影响，直到光绪二十八年（1902年）他才得以参加乡试，在乡试得中考取举人。
清光绪三十年（1904年）为庆祝慈禧太后七旬寿辰特设甲辰恩科，被拔为進士第一甲第一名（状元），授翰林院修撰。（1905年科舉被废，劉春霖于是成为中國最後一位狀元，60岁生日时有“第一人中最后人，只今四海剩孤身”之句）
1905年（一说1906年，一说1907年）与同科进士商衍鎏（探花）、谭延闿、沈钧儒等往日本，入東京法政大學進修。1907年（一说1909年，但有存世家书证明，1908年刘已回国任职）回国，历任直隶谘议局（后改顺直谘议局）议员，资政院议员、记名福建提学使、直隶高等学堂提调和保定北洋女子师范学校监督等职。 
1912年宣統退位後，劉出任中華民國總統府內史（秘書），歷任直隶高等学堂监督（校长）、中央农事试验场场长、直隶教育厅长等。曾主持孔子大成節典禮。1928年後辞官，寓居北平、天津。曾拒绝郑孝胥、王揖唐等的拉拢。1942年1月18日心脏病突发去世（一说1944年）。
曾经营书局业务，创办天津的直隶书局和群玉山房。另在北京参与筹办燕冀中学，有男校女校，知名。1933年夏黄河决口，参与组织成立了“河北省移民协会”，赈灾救济。

## 人物關聯
- 家人：儿子刘式譔、刘式中。女儿刘沅颖，为《玉梨魂》作者徐枕亚之妻。孙刘大中，北京大学毕业，北京市建设局工程师。

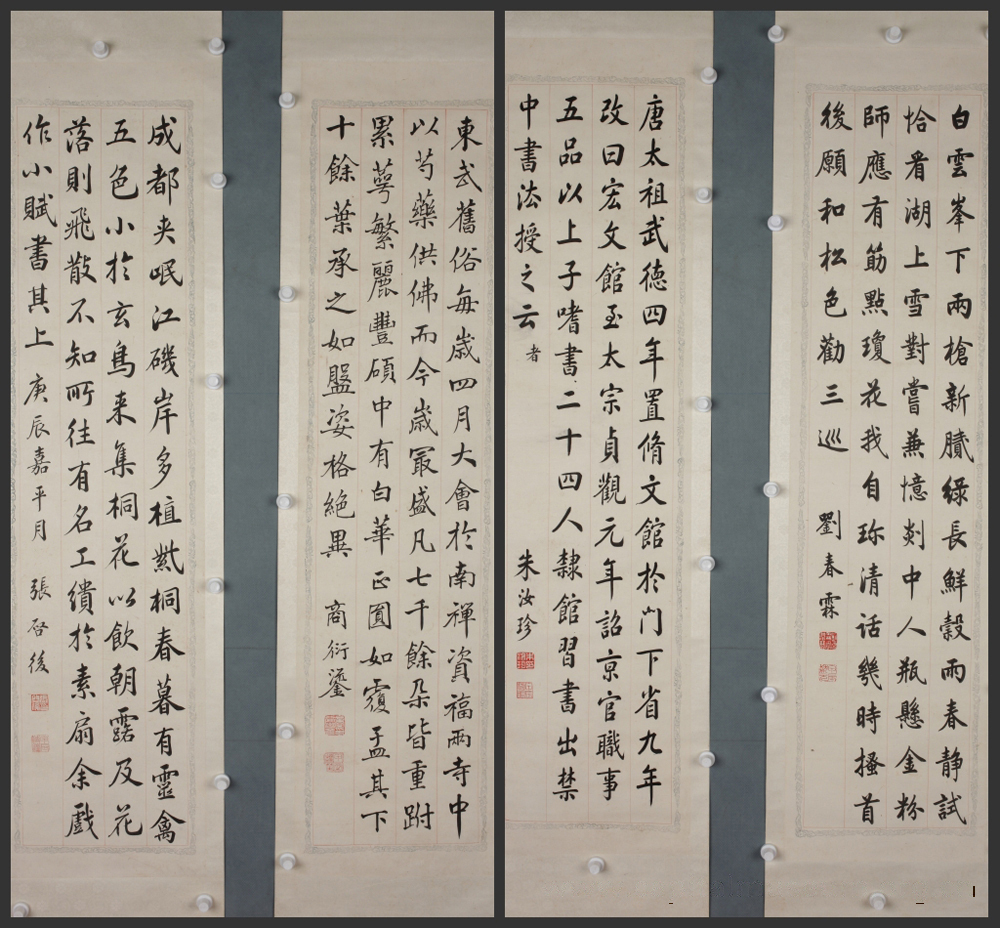
刘春霖、朱汝珍、商衍鎏、张启后楷书四条屏，深圳博物馆藏

- 密友：進士尚秉和、張濂（張岱年父）等

## 书法成就
工書法，「楷法冠當世，後學宗之」，又有“大楷学颜（真卿）、小楷学刘（春霖）”之说。所著小楷帖流传很广。
現臺灣台中市旱溪媽祖廟「樂成宮」（國家第三級古蹟，創立於清乾隆十八年1753年），留有手書「法雨宏施」匾（應成於1924年廟宇重建之時），落款「肅寧劉春霖敬書，霧峰林垂拱敬獻」。時林垂拱的岳父為台灣出身進士陳望曾，1874年進士及第後即授內閣中書，歷任廣東雷州、韶州知府和提調廣東海防兼善後總局、廣東勸業道等要職，想必與劉熟識。此匾書法俊美工整，匾框四角刻有「硬團」木雕，木雕內有「卷草」紋樣，鑲有「螺鈿」。匾架雕有獅子一對，手法細緻。

## 诗作

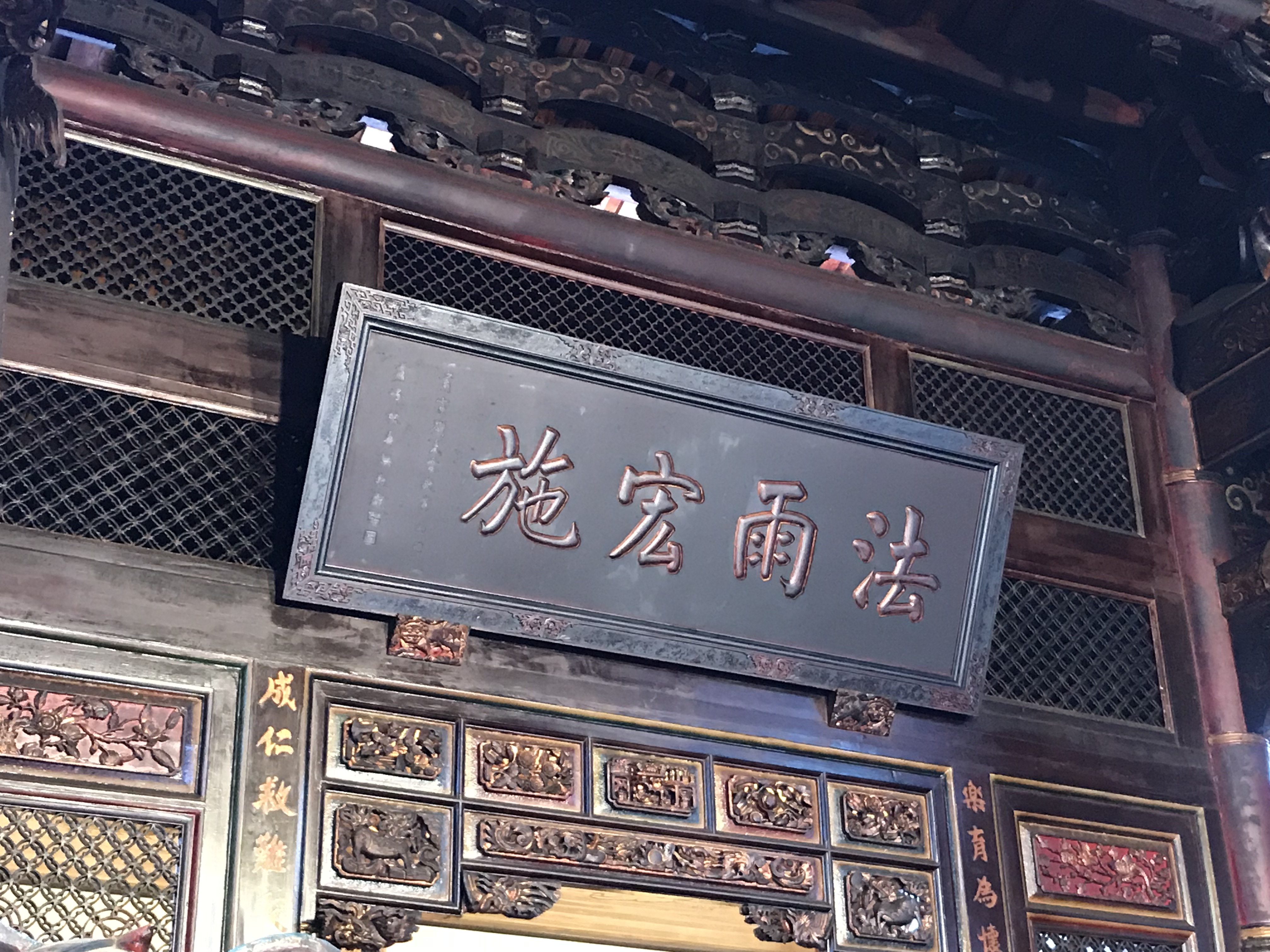
劉春霖所寫的「法雨宏施」匾額，置於臺中樂成宮。

六十自述诗
中华民国二十年，辛末春，肃宁刘春霖撰录
我生性僻爱林泉，天赐名区结胜缘。
学古堂前莲似海，临漪亭畔树如烟。
农场观稼层楼迥，御苑簪毫大镜圆。
投老更逢萧散地，朝朝森木玉坛边。
第一人中最后人，只今四海剩孤身。
平生竞曲沂公志，忠直难稽宋代臣。
望气黄明通尚德，出神暗夕证前因。
不崇高第崇高行，阃内观型藻鉴真。
遇顺初乘万里风，炎炎箴语感南丰。
荐书北海虚青眼，执戟东方滞白宫。
散木不材原是福，息机抱瓮岂求功？
守常自是安心法，吾驾难回水势东。
浩然直养气无亏，根直天人俯仰时。
风转沧流坚道力，烟开岱顶豁襟期。
诸儒竞说朱云辩，一语能回季布危。
陈迹六经同弃物，雕虫敢说壮夫为。
闲居无人不陶然，卜筑西城喜地偏。
课幼藉成娱老计，买书幸有卖文钱。
坐忘渐悟神仙诀，饱食犹为博奕贤。
忧国忍能看彩戏？为传雪已兆丰年。

## 轶事
据说当年最后一次科举，会试第一名本是谭延闿，与戊戌六君子的谭嗣同同姓，被考官扣下。主考官改列为头名的本是广东人朱汝珍，但慈禧太后阅卷时不喜“珍”字（珍妃）和广东（洪秀全、康有为、梁启超、孫中山均为广东人），所以将本来排在第二的直隶肃宁人刘春霖（春霖、肃宁都吉祥）拔为第一，朱屈居第二。其實清代規定，由皇帝确定前十本殿试卷名次，因此慈禧并不參與閱卷。而且按清朝定制，殿試进呈的试卷的作者姓名皆為密封，即便光绪帝在確定名次之前亦无法看到。因此，這種說法為不實之傳言。
另说，刘春霖在1903年会试不第后，留京師在出使德国钦差大臣陶世筠做家庭教师。其间陶给慈禧的禀帖多为刘所书，并为慈禧所喜。曾为慈禧抄写《文昌帝君阴骘文》和《大唐三藏圣教序》，并闻名帝都。因此慈禧对刘的文字早已熟知。
老师杨士骧曾为他和贵族之女、曾在法国学习芭蕾的裕容龄说媒，但被他所拒。据说即其六十自述诗中“不崇高第崇高行”所指。
刘春霖曾拜武術家孙禄堂为师习拳。